# The Knack
The Knack fue un grupo de rock de Los Ángeles (California). 
En 1979 logró un gran éxito internacional con su primer sencillo, "My Sharona". La imagen new wave setentera de la banda contribuyó a las comparaciones del grupo con la época temprana de los Beatles. Numerosos críticos del momento se oponían a la música disco, la cual dominaba la industria musical en el momento, y por tanto se abrieron a otros géneros en desarrollo como el punk rock, el hip hop y el heavy metal. Las influencias punk y hard rock de The Knack les hicieron ganar cierta credibilidad entre la crítica, aunque otros los ridiculizaron por sus letras misóginas. 
Tras los siguientes trabajos, hubo una reacción adversa de la crítica hacia el grupo y este se disolvió en un ambiente de disputas internas. Sin embargo, el grupo se ha reunido periódicamente a lo largo de los años y en 2001 editó el álbum de estudio "Normal As The Next Guy" y un directo en DVD "Live From The Rock'N Roll Funhouse". En 2005, The Knack permanecía en activo y ofreciendo directos en diversos sitios. 
El batería original, Bruce Gary, falleció el 22 de agosto de 2006. El cantante, Doug Fieger, murió el 14 de febrero de 2010 (según consta en el sitio oficial de la banda: www.TheKnack.com).

## Historia
Los miembros originales del grupo fueron: Doug Fieger (cantante), Berton Averre (guitarra), Prescott Niles (bajo) y Bruce Gary (batería).
Este último dejó el grupo a partir del cuarto álbum para dedicarse a la producción musical (grabaciones de archivo de Jimi Hendrix; The Ventures) y ha sido acompañante, en directo y en estudio, de Jack Bruce, Mick Taylor, Bob Dylan, George Harrison, Spencer Davis, Stephen Stills, Rod Stewart o Sheryl Crow. 
Debido a esto, fue sustituido por otros bateristas en los siguientes álbumes de The Knack: Billy Ward en Serious Fun; Terry Bozzio en Zoom y David Henderson (como Holmes Jones) en Normal as the Next Guy y Live at the Rock N Roll Funhouse. En la actualidad, Pat Torpey es el batería del grupo. 
Bruce Gary, falleció el 22 de agosto de 2006 debido a un linfoma, a la edad de 55 años. El 14 de febrero de 2010 el vocalista y principal compositor del grupo Doug Fieger murió de cáncer de pulmón a los 57 años de edad.

## Demanda judicial
Ciertos miembros de The Knack presentaron una demanda judicial contra el grupo de rap Run DMC por infringir copyright. La demanda alega que el riff de guitarra del tema "My Sharona" fue utilizado sin permiso en la canción "It's Tricky" de Run DMC en su álbum Raising Hell de 1986. El valor de los daños no ha sido concretado; aun así, teniendo en cuenta la cantidad de copias que Run DMC ha vendido durante los últimos 20 años con el tema mencionado, la cifra podría ser considerablemente alta.

## Discografía
Álbumes de estudio
- 1979: Get The Knack #1 (6 semanas) US, #65 UK 2x Platino
- 1980: ...But the Little Girls Understand #15 Oro en EE. UU.
- 1981: Round Trip #93 US
- 1991: Serious Fun
- 1998: Zoom
- 2001: Normal as the Next Guy
- 2003: Re-Zoom (Zoom con bonus tracks)

Álbum en vivo lanzado en CD y DVD
- 2001: Live from the Rock n Roll Funhouse

Concierto en vivo lanzado en laserdisc
- 1979: The Knack Live at Carnegie Hall

Concierto en vivo lanzado en DVD
- 2007: World Cafe Live: The Knack in Concert

Compilaciones
- 1995: My Sharona
- 1992: Retrospective
- 1998: Proof: The Very Best of The Knack

Documental en DVD
- 2004: Getting The Knack

Sencillos
- 1979: "My Sharona" #1 (6 semanas) US, #6 UK,[1] #1 Australia (5 Weeks)
- 1979: "Good Girls Don't" #11 US, #66 UK[1]
- 1980: "Baby Talks Dirty" #38 US
- 1980: "Can't Put a Price on Love" #62 US
- 1981: "Pay the Devil" #67 US
- 1991: "Rocket O' Love" #9 US (album rock tracks)